# Tomas Hansen

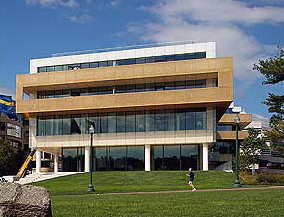
House of Sweden

Tomas Hansen är en svensk arkitekt som bland annat är känd för att ha ritat svenska ambassaden i Washington D.C tillsammans med Gert Wingårdh vilket gav dem Kasper Salinpriset 2007. Hansen studerade arkitektur vid KTH 1990-1996.